# Bitwa pod Tczewem
Bitwa pod Tczewem – starcie zbrojne, które miało miejsce w dniach 17–18 sierpnia 1627 podczas wojny polsko-szwedzkiej (1626–1629).

## Wstęp
Po przełamaniu obrony polskiej pod Kiezmarkiem Gustaw Adolf, dowodzący armią liczącą 10 083 żołnierzy (około 4100 rajtarii i ok. 6000 piechoty), postanowił przedostać się pod Gdańsk. By tego dokonać, musiał rozbić stojącą pod Lubiszewem polską armię liczącą 7800 żołnierzy, w tym 2500 husarii i rajtarii, 2000 jazdy kozackiej oraz 3000 piechoty, i to jeszcze przed nadejściem posiłków austriackich. Uważał, że po przybyciu Austriaków nie zdoła już zdobyć Gdańska. Siłami polskimi dowodził hetman polny koronny Stanisław Koniecpolski.
Stojące naprzeciw siebie armie oddzielone były przez bagna Motławy, przez które prowadziły jedynie dwie groble – północna prowadziła na Tczew, a południowa na Rokitki. Wojska polskie zajmowały pozycje pół mili od Tczewa na północ od mokradeł, a Szwedzi stali na południe od mokradeł. Gustaw Adolf uszykował swą jazdę na północ od Tczewa w trzech grupach – prawą dowodził pułkownik H. Thurn, środkową – Gustaw Adolf, lewą – feldmarszałek Herman Wrangel. Wszystkie te trzy grupy składały się z jazdy wymieszanej z muszkieterami. Piechota szwedzka, chroniona wałem i szańcami, ustawiona została przed Tczewem, w połowie drogi z Lubiszewa do Tczewa.

## Bitwa

### Pierwszy dzień
Szwedzi zamierzali podprowadzić siły Koniecpolskiego pod oddalony o 2 km od grobli obóz, by naprowadzić je pod silny ogień piechoty i artylerii. Przyparte do bagien wojska koronne miały zostać rozbite uderzeniem rajtarów wspieranych przez muszkieterów. Gdy rankiem 17 sierpnia Gustaw Adolf sam tylko z ordynansem udał się na rekonesans, wpadł na trzy chorągwie jazdy polskiej. Króla uratowała błyskawiczna reakcja znajdującej się niedaleko eskorty, która została jednak rozbita, a ścigające uciekających oddziały polskie wpadły do szwedzkiego obozu.
By sprowokować atak wojsk polskich, rajtaria szwedzka zaatakowała wysunięte placówki armii Koniecpolskiego. Gdy oddziały polskie zaczęły ustępować przed przeważającymi siłami, hetman rzucił jazdę po obu groblach do przeciwnatarcia – lewą kolumną dowodził osobiście, prawą prowadził rotmistrz Abrahamowicz. Wówczas Szwedzi, by wciągnąć Polaków głębiej, zaczęli ustępować niby pod naporem. Szarżująca jazda polska wkroczyła na szeroką równinę leżącą przed szwedzkim obozem. Gdy Koniecpolski zauważył nieprzyjacielskie szańce, nakazał wstrzymać natarcie i okopać się piechocie przed groblami, po czym za pomocą harcowników starał się wyciągnąć Szwedów z obozu. Wojska szwedzkie nie zamierzały jednak opuścić obozu, więc zniechęcony Koniecpolski doszedł do wniosku, że nie ma już szans na stoczenie bitwy obronnej i nakazał odwrót. Gdy część jazdy polskiej weszła już na groblę, niespodziewanie do szarży ruszyła szwedzka rajtaria dowodzona przez Thurna i Wrangla. Polacy zostali całkowicie zaskoczeni brawurą szwedzkiego ataku. Kolumny polskie zostały zepchnięte na bagna i poniosły znaczne straty. Kolumnę Koniecpolskiego zepchnęła rajtaria Thurna, a kolumnę Abramowicza – rajtaria Wrangla. Doszło nawet do tego, że Koniecpolski stracił konia i dopóki któryś z kozaków nie podał mu nowego, walczył i rozkazywał pieszo. Gdy rozpędzona jazda szwedzka zbliżyła się do grobli, grożąc odcięciem zepchniętych na bagna kolumn polskich od obozu, znajdująca się za szańcami polska piechota otworzyła ogień i zastopowała szarżujących rajtarów. Koniecpolski zdołał teraz wyprowadzić pobite oddziały za groble – stracił jednak, nie licząc rannych, około 80 zabitych towarzyszy i 2–3 razy więcej zabitych pocztowych. Ponadto Szwedzi wzięli znaczną ilość jeńców. Była to pierwsza w dziejach porażka polskiej kawalerii w starciu z jazdą szwedzką.

### Drugi dzień
Ponieważ w ręce Szwedów dostał się raniony koń, którego rozpoznano, jako należącego do hetmana Koniecpolskiego, więc uznano, że naczelny wódz armii koronnej zginął w walce lub przynajmniej jest ciężko ranny. Gustaw Adolf postanowił to wykorzystać i zaatakować następnego dnia. Za zdobycie polskiego obozu król szwedzki obiecał swym żołnierzom wydanie zdobytego obozu na łup i wypłacenie każdemu stawki w wysokości kwartalnego żołdu. W tym czasie polska piechota obsadziła groble i rozpoczęła sypanie szańców na prawym brzegu Motławy. Rano 18 sierpnia artyleria szwedzka rozpoczęła ostrzał polskich pozycji. Ogromna przewaga ogniowa artylerii szwedzkiej wywołała wśród sił polskich spore zamieszanie. Szczególnie zaciężna piechota niemiecka, która od dłuższego czasu nie otrzymywała żołdu, chciała przejść na stronę Szwedów. Po przygotowaniu artyleryjskim Gustaw Adolf osobiście poprowadził wojska szwedzkie do natarcia. Po zażartym boju Szwedzi zdobyli polski szaniec koło Rokitek, a następnie zajęli same Rokitki. Gdy piechota szwedzka zbliżała się do grobli, Gustaw Adolf ruszył pierwszy, by sprawdzić warunki przeprawy. Obserwujący przez lunetę pole walki dowódca polskiej roty pieszej Samuel Stanisław Nadolski rozpoznał króla i wezwał dwóch najlepiej strzelających muszkieterów. Akcja w pełni się powiodła i król spadł z konia trafiony w szyję i ramię. Ciężka rana Gustawa Adolfa spowodowała wstrzymanie szwedzkiego natarcia. Tak więc celny strzał muszkietera zapobiegł porażce wojsk polskich, a nierozstrzygnięta bitwa uratowała Gdańsk przed oblężeniem. Strategicznie wygrały wojska polskie, gdyż Gustaw Adolf nie zdołał zrealizować swego zamierzenia – czyli zniszczenia armii Koniecpolskiego przed nadejściem Austriaków.

## Po bitwie
W bitwie pod Tczewem jazda polska poniosła pierwszą porażkę z szarżującą na białą broń rajtarią szwedzką. Czynnikiem, który ułatwił jeździe szwedzkiej ten sukces, byli towarzyszący jej muszkieterzy, z którymi Gustaw Adolf wymieszał swą jazdę. Szwedzi w bitwie pod Tczewem wypróbowali lekkie działa „skórzane” Wurmbrandta oraz zastosowali tzw. brygadę szwedzką w formie trzech batalionów piechoty.
Po bitwie działania wojenne zamarły, gdyż armia szwedzka pozbawiona była swego naczelnego wodza, a Polacy z kolei byli zbyt słabi, by podejmować działania ofensywne. Gustaw Adolf wyzdrowiał jesienią, jednak skutek rany pod Tczewem okazał się trwały, gdyż system nerwowy króla uległ uszkodzeniu, w wyniku czego palce Gustawa Adolfa nie miały już dawnej chwytliwości, a ramię nie było w stanie dźwigać ciężkiej zbroi.
Koniecpolski uzyskał w tej bitwie to, do czego zmierzał – wojska szwedzkie nie ruszyły do ofensywy, Gdańsk uzyskał czas na dokończenie fortyfikacji. Gustaw II Adolf tymczasem nie rozgromił wojsk polskich mimo swojej przewagi liczebnej. Leszek Podhorodecki w biografii Koniecpolskiego (s. 221) pisze jasno, że „pod względem strategicznym bitwa pod Tczewem skończyła się więc sukcesem Polaków”.